# Loxosceles blanda
Loxosceles blanda là một loài nhện trong họ Sicariidae.
Loài này thuộc chi Loxosceles. Loxosceles blanda được miêu tả năm 1983 bởi Gertsch & Ennik.